# Gran
Gran je merska enota za maso, ki se uporablja pri določanju teže krogle pri nabojih. 1 grain ustreza 0,06479891 grama in ima kratico gr. Po navadi pa se, predvsem v zadnjem času, uporabljata obe merski enoti, pri čemer je ena od obeh enot na škatlicah s strelivom zapisana v oklepaju.
Ta merska enota se uporablja tudi pri določanju teže dragim kamnom. Tam 1 gran ustreza 1/4 karata ali 50 miligramom.